# Johann Philipp Engelhard

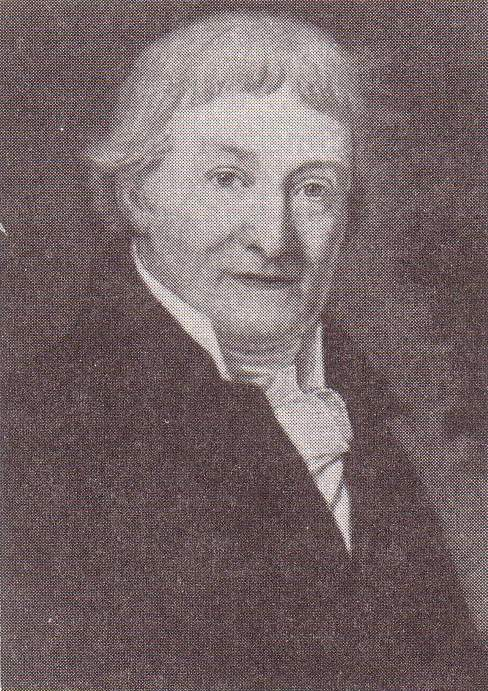
Johann Philipp Engelhard, ca. 1810

Johann Philipp Nikolaus Engelhard (* 21. Januar 1753 in Kassel; † 27. Januar 1818 in Kassel) war ein deutscher Jurist.

## Herkunft
Johann Philipp Engelhard stammte aus einer Hofbeamtenfamilie in Kassel. Er war das älteste von acht Kindern des Regnerus Engelhard (1717–1777), eines Hessischen Ersten Kriegsrats und Geschichtsschreibers zu Kassel und dessen Frau Karoline Friederike, geb. Pritzier (1724–1797), Tochter eines Hessisch-Casselschen Kammerrats und Obersalzinspektors.
Sein Großvater, Johannes Engelhard (1680–1725), war Kammerdiener, Küchenmeister und später Haushofmeister des Prinzen Georg von Hessen-Kassel gewesen.

## Leben
Engelhard wurde zunächst von seinem Vater, dann von Wilhelm Johann Casparson (1729–1802) und dem Hofmaler Johann Heinrich Tischbein unterrichtet. Ab 1768 besuchte er das Collegium Carolinum in Kassel und hörte beim Naturrechtler Julius Friedrich Höpfner. Zum Sommersemester 1770 begann er das Studium der Rechtswissenschaften an der Universität in Marburg. Am 27. Oktober 1772 wechselte er an die Göttinger Universität.
Ab dem 29. September 1773 war er nach Beendigung des Studiums dann wieder in Kassel. Im Jahr 1775 wurde er unbezahlter Fürstlicher Accessist, ein Jahr später Auditeur und Sekretär beim Kriegskollegium, einer Einrichtung der Finanzverwaltung. 1780 erfolgte die Ernennung zum Wirklichen Kriegssekretär, später wurde er Kriegsrat. Zuletzt war Engelhard Kurhessischer Geheimer Rat und Direktor des Kriegskollegiums in Kassel. 1808 war er Appellationsrichter am Kollegium.
Auch während der westphälischen Interregnumszeit unter Jérôme Bonaparte blieb er im Dienst. Seine Frau und er waren eng mit Georg Forster und den Brüdern Grimm befreundet, man traf sich häufig. Auch zu dem fürstlichen Regenten hatte Engelhard ein vertrauensvolles Verhältnis Wenige Tage nach seinem 65. Geburtstag starb Engelhard an einem Schlaganfall. In der „Casselschen Polizei- und Commerzien-Zeitung“ erschien am 31. Januar 1818 die entsprechende Todes-Notiz: Herr Johann Philipp Nicolaus Engelhard, Geheimer Rath und Direktor des ersten Departements des General-Kriegs Collegii, alt 65 J.

## Familie
Am 24. September 1780 verlobte sich Engelhard in Göttingen mit Philippine Gatterer, der Tochter des Universalgelehrten und Göttinger Professors Johann Christoph Gatterer. Er hatte sie 1779 anlässlich eines Besuches bei seinem alten Lehrer, Johann Heinrich Tischbein, in dessen Haus in Kassel, in der Bellevue 11, kennengelernt. Nach zweimaliger Proklamation am 24. und 25. post Trinitatis in der Göttinger Marienkirche heirateten die beiden am 23. November 1780 in einer Kirche in der heutigen Gemeinde Rosdorf bei Göttingen. Das Paar hatte 10 Kinder, darunter die spätere Schriftstellerin Karoline Engelhard (1781–1855), den Kasseler Obergerichtsdirektor Wilhelm Gotthelf Engelhard sowie Luise Wilhelmine Engelhard (1787–1875), die den Magdeburger Industriellen Johann Gottlob Nathusius heiraten sollte.

## Werk
- Versuch über den wahren Begriff der Ehe und die Rechte bey deren Errichtung in den Fürstl. Hessen-Casselischen Landen. Druck und Verlag des Waisenhauses, Cassel 1776.